# Liceul Teoretic Internațional de Informatică din București
Liceul Teoretic Internațional de Informatică București (abreviat ICHB) este o unitate de învățământ preuniversitar particular din București. Liceul este acreditat de Ministerul Educației prin ordinul nr. 3.791 din 17 mai 2016 și urmează curriculumul național.
Campusul ICHB este dotat cu o bibliotecă spațioasă ce conține sute de titluri ce acoperă toate domeniile de interes pentru elevi: de la literatură română și literatură universală, clasică și contemporană, până la cele mai recente apariții în domeniul științelor. De asemenea, biblioteca Campusului este dotată cu o secțiune digitală.

## Rezultate la olimpiade și competiții
La a treia ediție a Olimpiadei Europene de Informatică pentru Juniori (EJOI), elevii români au obținut rezultate excepționale: trei medalii de aur și o medalie de argint. Una din medaliile de aur a fost adjudecată de Alexandru Luchianov, elev în clasa a IX-a la Liceul Internațional de Informatică din București.
Echipa României a obținut trei medalii de aur și două medalii de argint la Olimpiada Internațională de Fizică 2024, desfășurată în perioada 21-29 iulie, la Isfahan, în Iran. Toți cei cinci elevi medaliați au fost de la Liceul Teoretic Internațional de Informatică București (ICHB).
Tot în 2024, Comisia Europeană a acordat premiile câștigătorilor concursului „ImagineEU” pentru școlile secundare. Trei echipe din: Franța, Italia și România au fost premiate în cadrul unei ceremonii la sediul Comisiei. Una dintre cele trei echipe câștigătoare a fost formată din 7 elevi de la Liceul Teoretic Internațional de Informatică București.